# Primula sinensis
Primula sinensis är en viveväxtart som beskrevs av Joseph Sabine och John Lindley. Primula sinensis ingår i släktet vivor, och familjen viveväxter. Inga underarter finns listade i Catalogue of Life.

## Bildgalleri

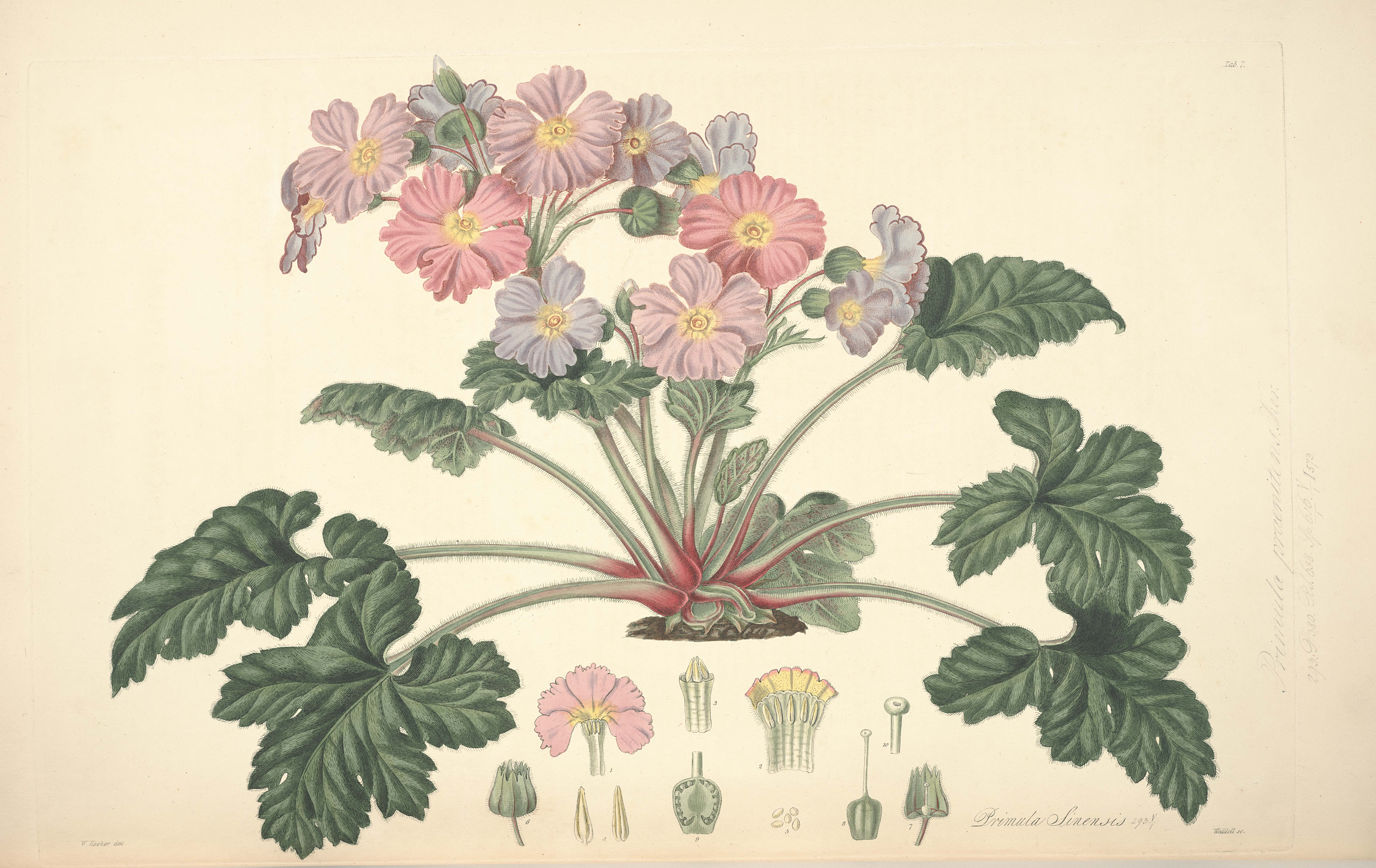